# آفتاب‌پرست گیلوانی
آفتاب‌پرست گیلوانی (نام علمی: Heliotropium szovitsii subsp.gilvanicum) نام یک گونه از سردهٔ آفتاب‌پرست است. سردهٔ آفتاب‌پرست در ایران ۴۷ گونهٔ علفی یک ساله و چند ساله دارد که در سراسر ایران پراکنده‌اند. آفتاب‌پرست گیلوانی یکی از ۴۷ گونهٔ موجود در ایران است.